# Jacques Glassmann
Jacques Glassmann est un footballeur français né le 22 juillet 1962 à Mulhouse, évoluant au poste de défenseur central. Il est notamment connu pour avoir révélé l'affaire VA-OM.

## Biographie

### Début de carrière
Jacques Glassmann a été élevé dans une famille catholique installée dans le quartier populaire Bourtzwiller à Mulhouse. Il entame sa carrière professionnelle en première division à l'âge de 16 ans, lors d'une rencontre opposant son club du RC Strasbourg au FC Nantes en novembre 1978. Il passe six saisons dans l'effectif des champions de France 1979 ; il est champion en n'ayant participé qu'à un seul match. Il est ensuite transféré au FC Mulhouse, où il gagne une place de titulaire. Descendu en  division 2 à l'issue de la saison 1982-1983, le club du Haut-Rhin échoue à trois reprises aux portes de la première division sous la houlette de Raymond Domenech.
Après un an au FC Tours, Jacques Glassmann passe cinq nouvelles saisons en deuxième division avec l'US Valenciennes-Anzin, avant que le club accède en D1 en juin 1992.

### L'affaire VA-OM et ses conséquences
En mai 1993, Jacques Glassmann révèle que des dirigeants de l'Olympique de Marseille lui ont proposé, ainsi qu'à deux de ses coéquipiers, une somme d'argent pour « lever le pied » lors d'un match de championnat : c'est le début de l'affaire VA-OM.
Ces révélations vaudront à Glassmann d'être surnommé « la balance » et d'être sifflé sur de nombreux terrains de France. Il a été également mis sous protection policière. Lors d'un match contre Nice, son club fait ainsi le choix de ne pas le titulariser pour éviter de susciter la colère des supporters azuréens. 
Or comme il l'écrit dans son ouvrage « Je tiens à souligner […] que lors de tous les matchs que j’ai disputés après cette affaire, jamais un seul joueur sur le terrain ne m’a fait d’allusions ou n’a fait preuve d’un manque de respect, en relation directe à ces événements. Depuis que j’ai dénoncé les faits, les dirigeants valenciennois ne m’en ont jamais parlé de manière approfondie. » 
Il affirmera également « Je ne tire aucune gloire de ce que j’ai fait. Je ne me considère absolument pas comme quelqu’un de plus honnête ou de plus droit qu’un autre. J’ai juste refusé de faire quelque chose qu’on ne m’avait jamais appris : tricher. ». Sa déposition auprès du procureur Éric de Montgolfier sera mise en scène dans la série Tapie diffusée par Netflix.
Son contrat n'est pas renouvelé par le club de Valenciennes lorsque celui-ci redescend en National (D3).
En 1995, Jacques Glassmann reçoit le grand prix international du fair-play de la FIFA.

### Fin de carrière de joueur et reconversion
Glassmann évolue par la suite dans des clubs amateurs, dans le nord de la France à l'US Maubeuge puis à la Réunion dans le club de Sainte-Rose. Il est l'auteur du livre Foot et moi la paix préfacé par le chanteur Jean-Jacques Goldman. Aujourd'hui, beaucoup de footballeurs saluent son courage, y compris ceux qui ont été mêlés aux affaires entre VA et OM comme Jean-Jacques Eydelie.
À la fin de sa carrière de joueur, il se spécialise dans la reconversion des footballeurs professionnels pour le compte de l'Union nationale des footballeurs professionnels,.
De 2008 à 2010, il est  membre du premier comité de visionnage auprès de la LFP.

## Carrière
- Avant 1978 : FC Mulhouse
- 1978-1984 : RC Strasbourg
- 1984-1987 : FC Mulhouse
- 1987-1988 : FC Tours
- 1988-1994 : US Valenciennes-Anzin
- 1994-1995 : US Maubeuge
- 1995-1998 : JS Sainte-Rosienne[11]

## Distinctions
- Prix international du fair-play  de la FIFA

### Ouvrages
- Foot et moi la paix, 2003, Calmann-Lévy,  (ISBN 2-7021-3393-2)